# Lijst van Poolse beeldhouwers
Dit is een lijst van Poolse beoefenaars van de beeldhouwkunst.

## A
- Abakanowicz Magdalena (1930)
- Adamski Wiesław (1947)
- Adamski Kazimierz (1964)
- Althamer Paweł (1967)
- Ambroziak Sylwester (1964)
- Andrzejewska-Marek Krystyna (1950)
- Anioł Stanisław (1950)
- Aumiller Józef (1892-1964)

## B
- Badyna Karol (1960)
- Bajer Tomasz (1971)
- Banat Kazimierz (1945)
- Bandura Jerzy (1915-1987)
- Barcz Bolesław (1906-1944)
- Barącz Tadeusz (1849-1905)
- Baumgart Anna (1966)
- Bałka Mirosław (1958)
- Bałys Wincenty (1906-1939)
- Bałzukiewicz Bolesław (1879-1935)
- Beksiński Zdzisław  (1929–2005)
- Bem-Borucka Anna (1955)

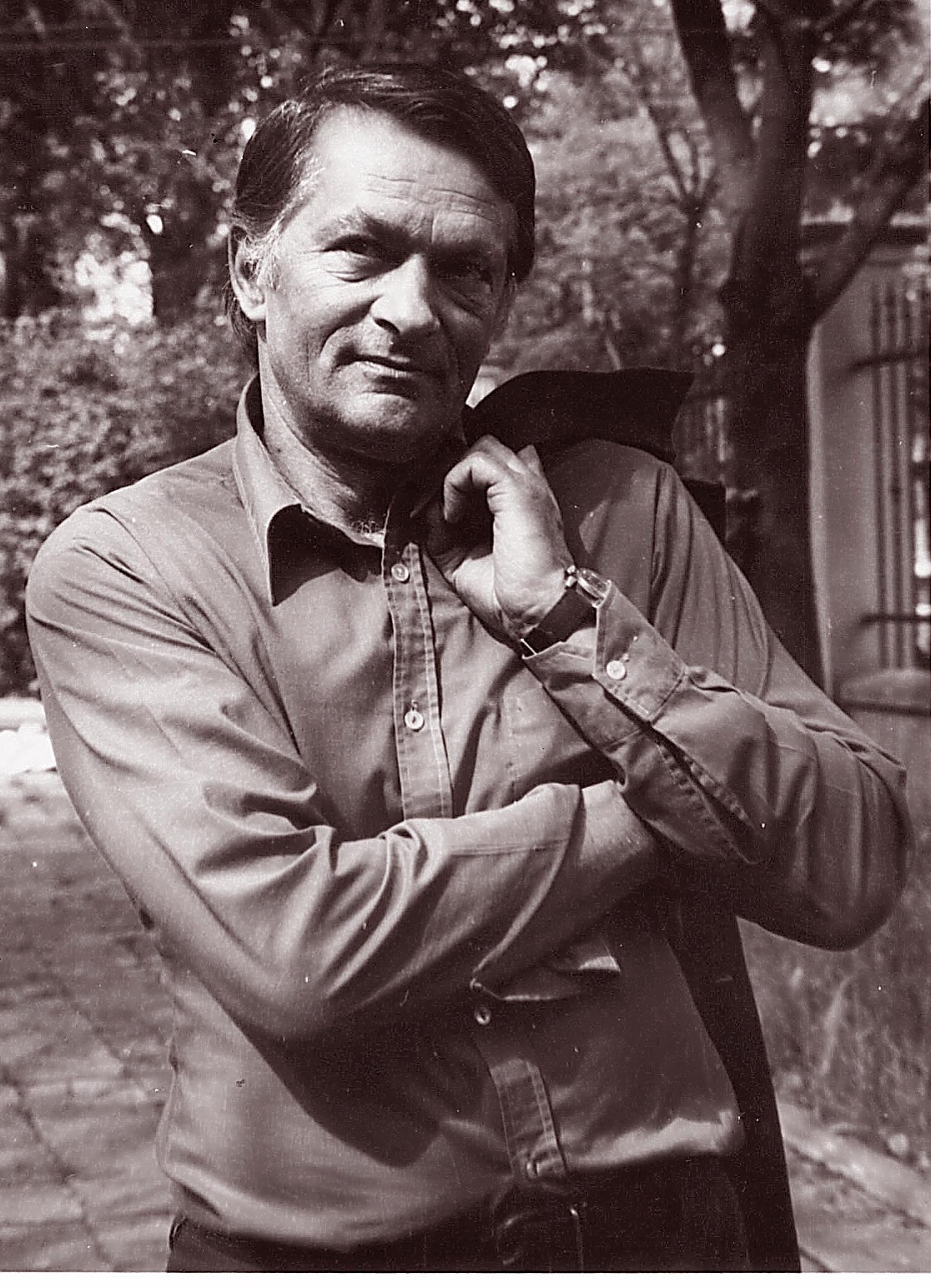
Jerzy Boroń (1924-1986)

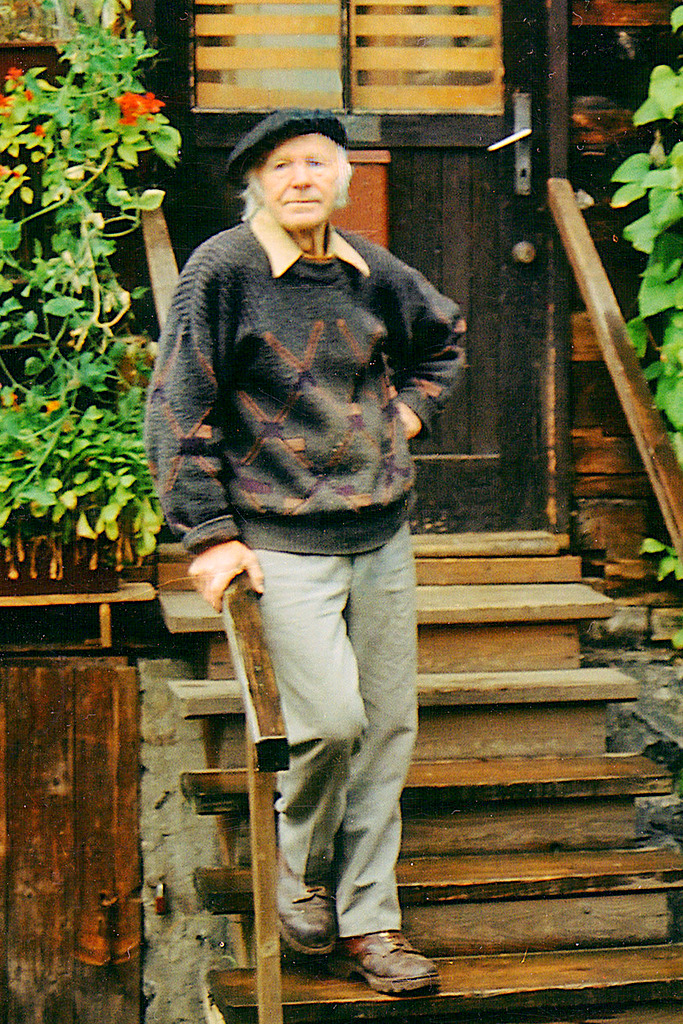
Henryk Burzec

- Budziszewski Benor Joshua (1950-2006)
- Berdyszak Jan (1934)
- Bereś Jerzy (1930)
- Bernasiewicz Jan "Bernaś" (1908-1984)
- Bełtowski Juliusz Wojciech (1852-1926)
- Biegas Bolesław (1877-1954)
- Bielak Wiesław
- Bieńkowski Kazimierz (1907-1993)
- Biliński Tadeusz (1892-1960)
- Biskupski Maksymilian (1958)
- Boettner-Łubowski Rafał (1974)
- Boroń Jerzy (1924-1986)
- Borys Izydor (1965)
- Boss-Gosławski Julian (1926)
- Brachmański Zygmunt (1936)
- Breyer Tadeusz (1874-1952)
- Brodzki Wiktor (1826-1904)
- Brudzińska Anna (1974)
- Bryliński Paweł (1814-1890)
- Brzega Wojciech (1872-1941)
- Brzoska Sławomir (1967)
- Brzozowski Julian (1925-2002)
- Alojzy Bunsch (1859-1916)
- Burzec Henryk (1919-2005)
- Butkiewicz Piotr (1966)
- Budny Michał (1976)
- Bębnowski Wacław (1865-1945)
- Błotnicki Tadeusz (1858-1928)

## C
- Cengler Faustyn Juliusz (1828-1886)
- Ceptowski Michał (1765-1829)
- Chajec Władysław (1904-1986)
- Chrobra Olga (1926)
- Chromy Bronisław (1925)
- Cichoń Waldemar (1955)
- Cukier Stanisław (1954)
- Cygankiewicz Jan (1945)

## D
- Dąbrowska Krystyna (1906-1944)
- Daun Alfred (1854-1922)
- Demkowska Zofia (1919-1991)
- Dmochowski Henryk (1810 -1863)
- Dobrzańska Anna (1890-1979)
- Dziekiewicz-Pilich Dorota (1969)
- Dousa Stefan (1945)
- Drapikowski Mariusz (1960)
- Drexlerówna Luna (1882-1933)
- Dunikowski Xawery (1875-1964)
- Dunikowski-Duniko Wincenty (1947)

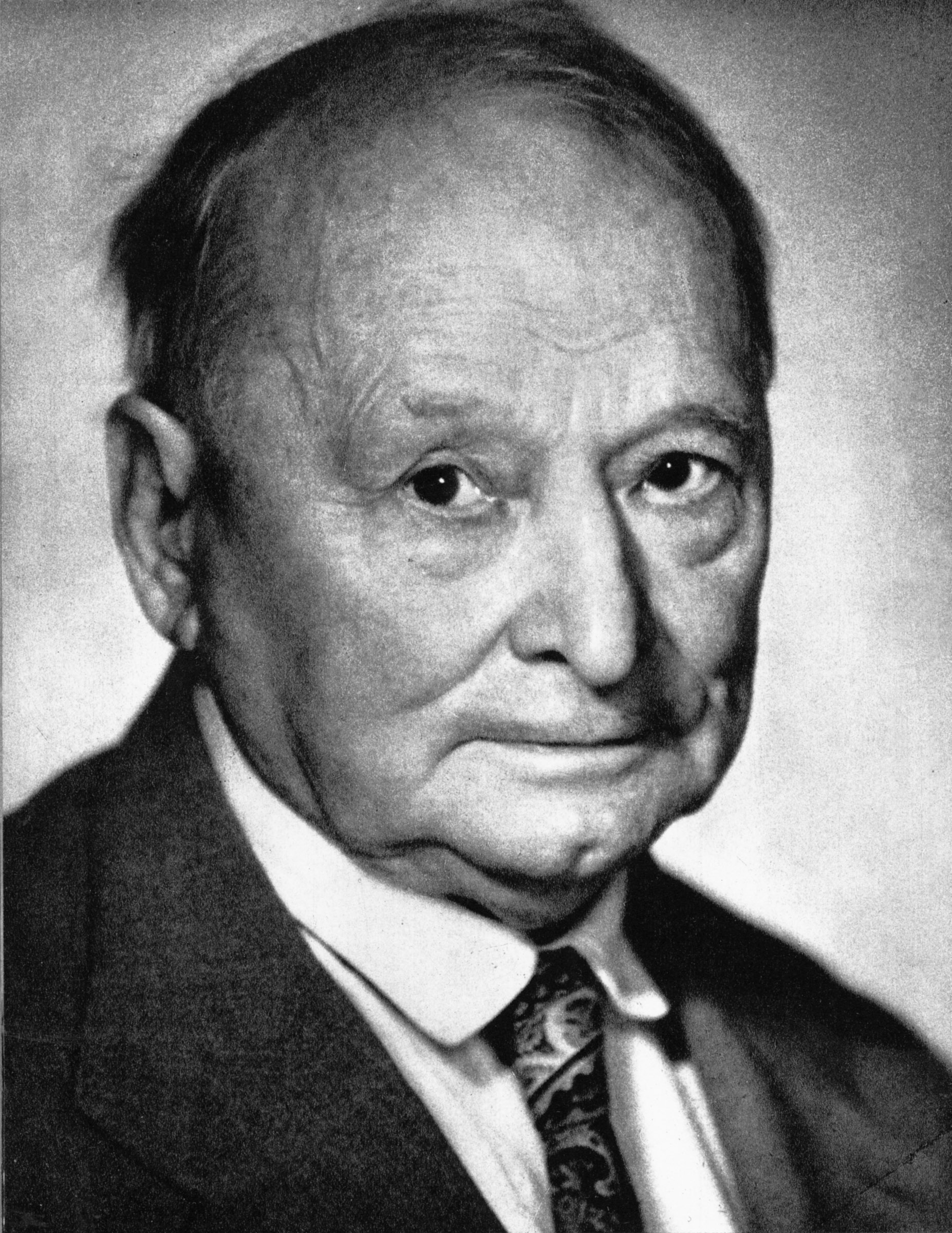
Xawery Dunikowski

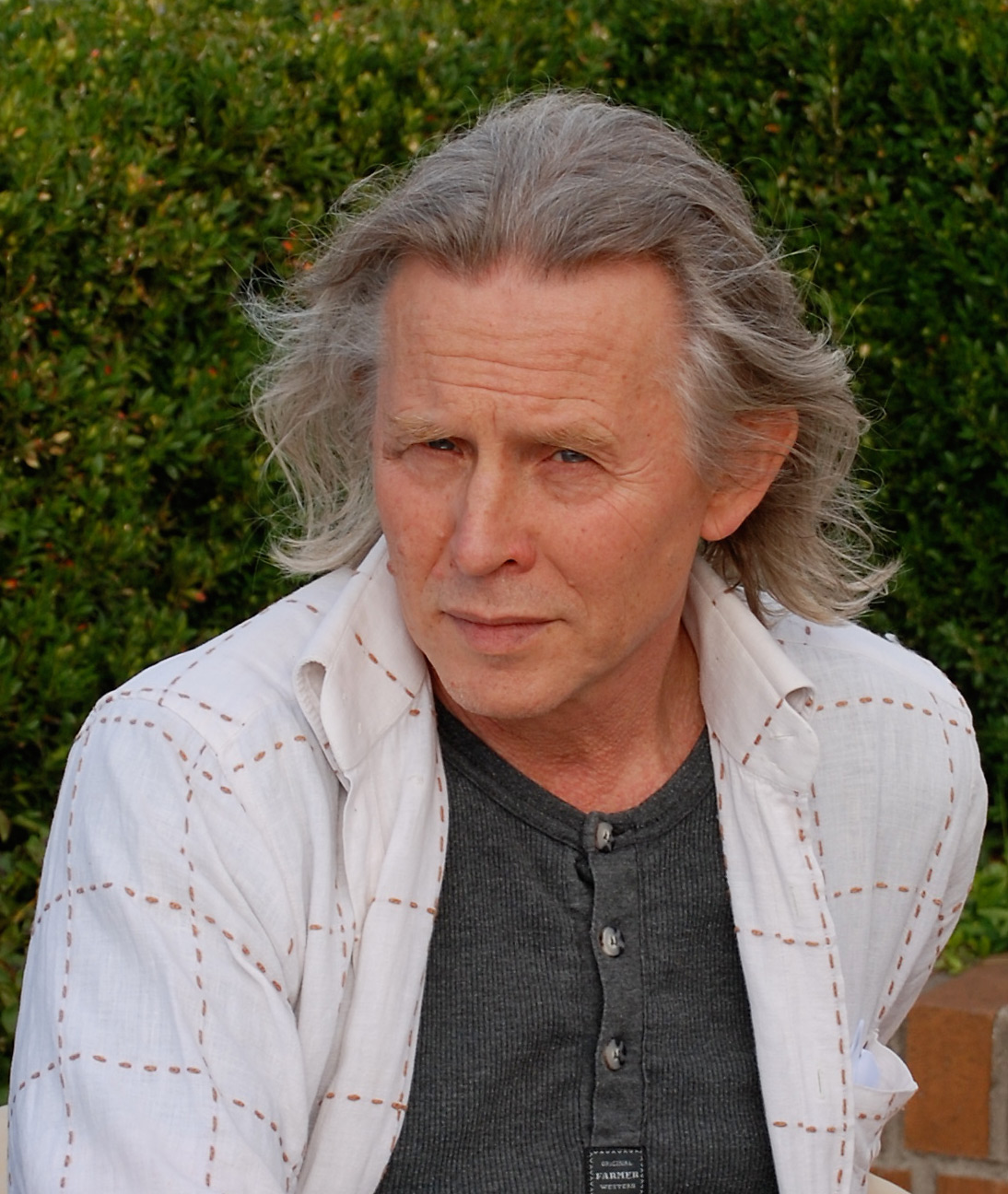
Wincenty Dunikowski-Duniko

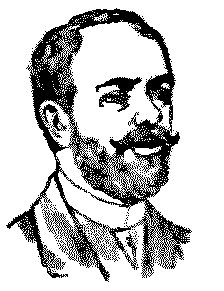
Tomasz Dykas

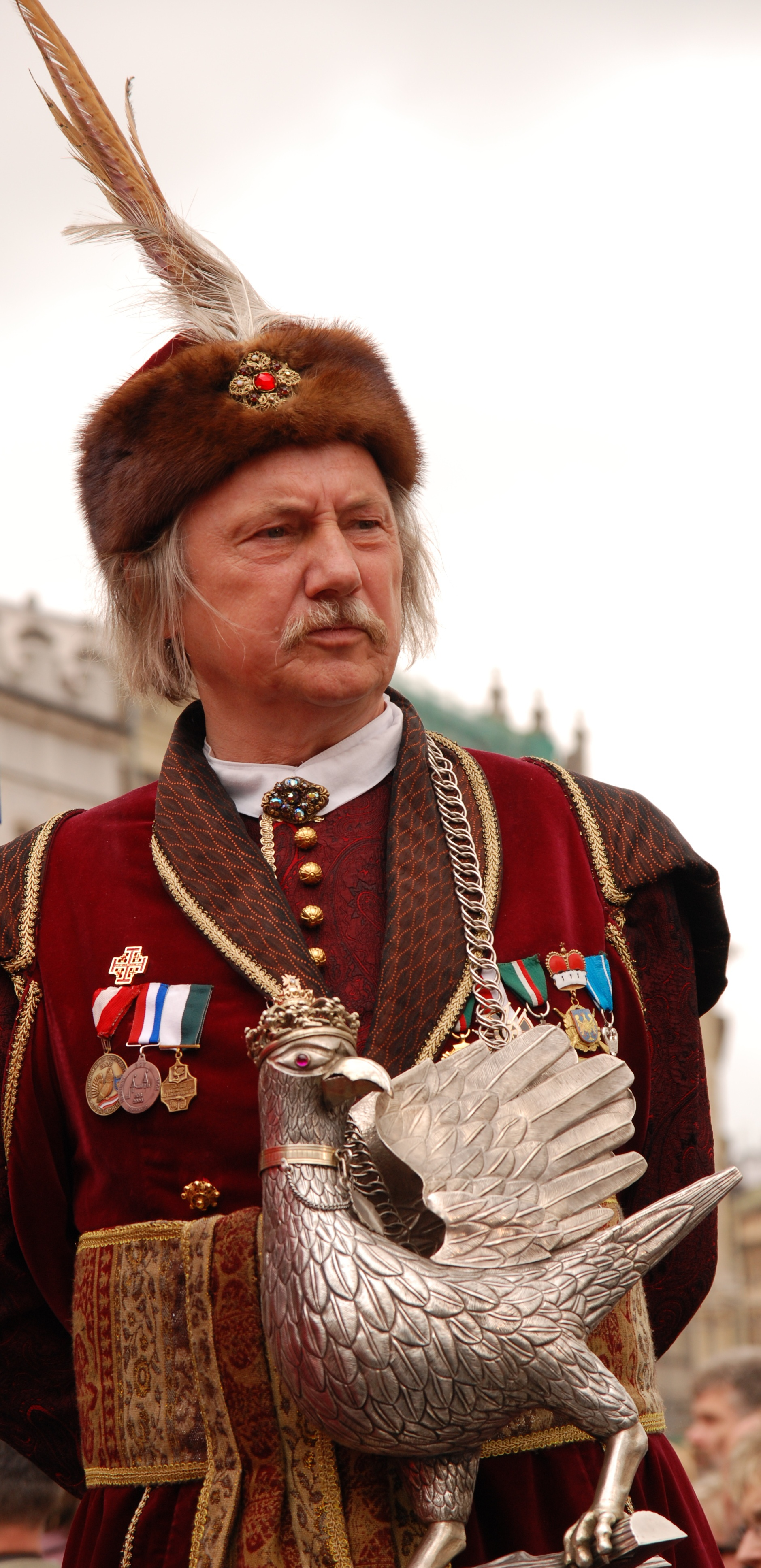
Czesław Dźwigaj

- Dunin-Piotrowska Maria (1899-1986)
- Durek Wojciech (1888-1951)
- Durski Jacek (1943)
- Duszeńko Franciszek (1925-2008)
- Dykas Tomasz (1850-1910)
- Dyrda August (1926)
- Dzienniak Wojciech (1966)
- Dętkoś Aleksander (1939)
- Dźwigaj Czesław (1950)

## E
- Eljasz-Radzikowski Władysław (1847-1921)
- Ereszkowski Zbigniew (1923)

## F

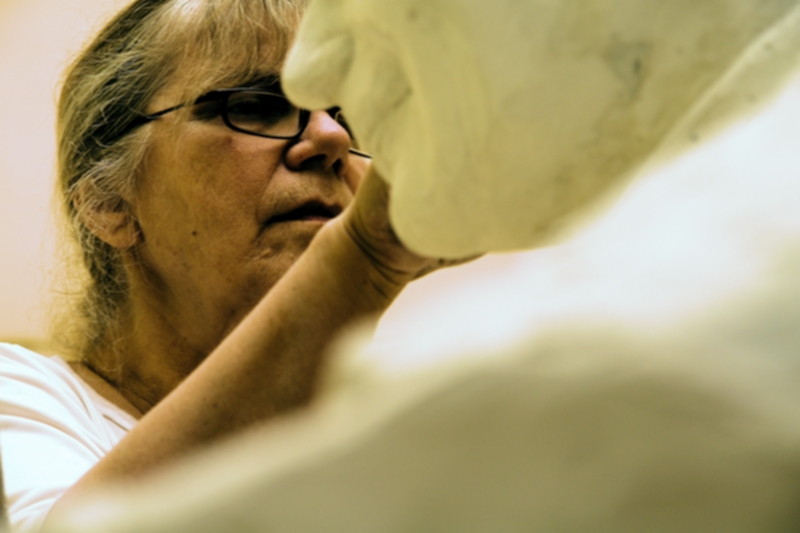
Krystyna Fałdyga-Solska

- Falender Barbara (1947)
- Fangor Wojciech (1922)
- Fałdyga-Solska Krystyna (1942)
- Fischer Franciszek (1851-1895)
- Flaum Franciszek (1866-1917)
- Fober Jerzy (1959)
- Fojcik Henryk (1956)
- Frejer Romuald (1926-1987)
- Frączkiewicz Zbigniew (1946)
- Furgała Jarosław (1919-?)
- Fus Roman (1960-2007)

## G
- Gadomski Walery (1833-1911)
- Gajda Wiktor (1938)
- Gardecki Józef (1880-1952)
- Gawron Piotr (1943)

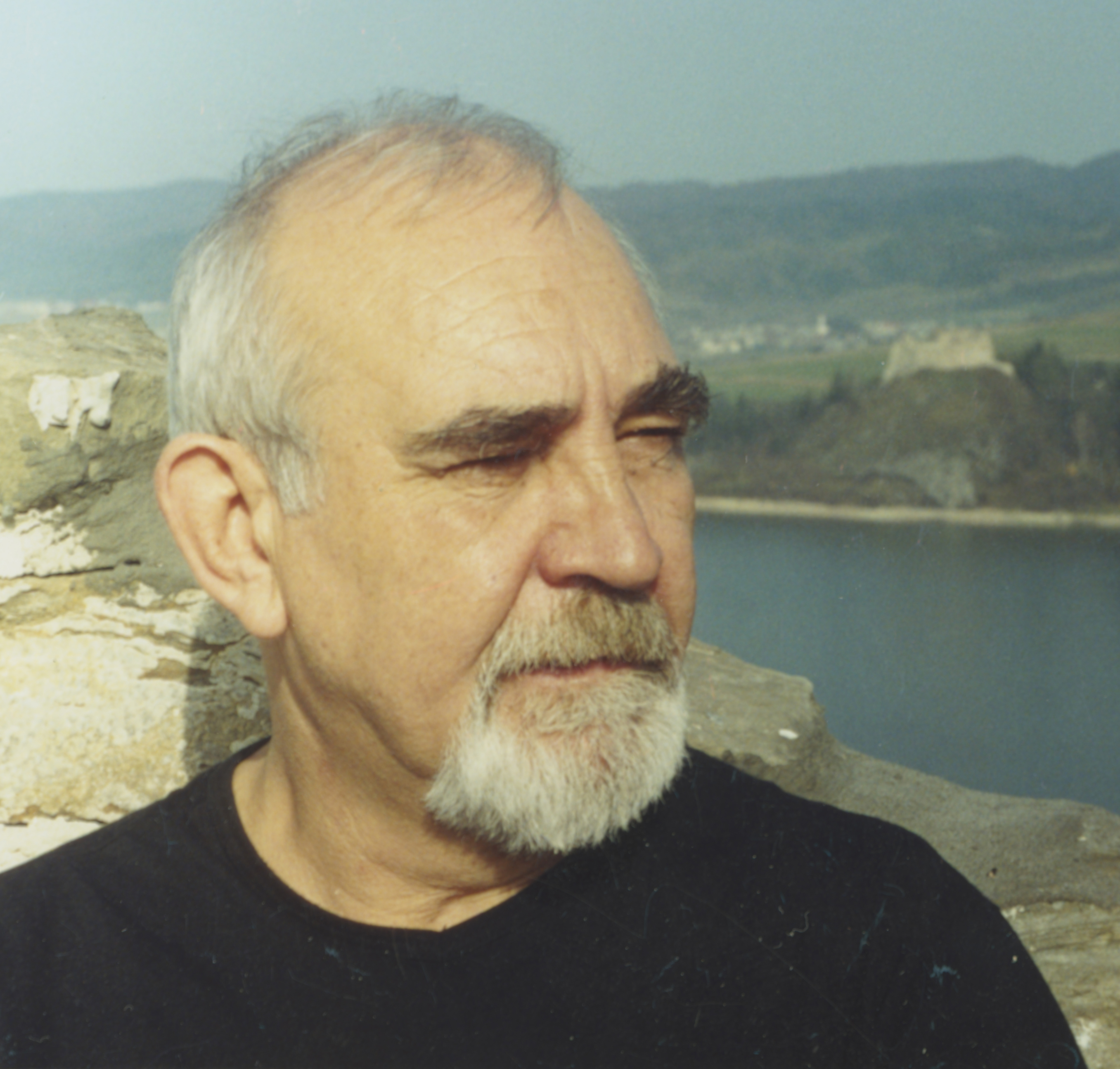
Wojciech Gryniewicz

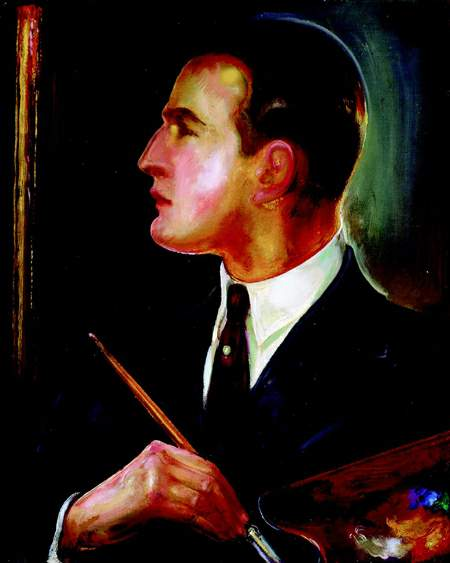
Gustaw Gwozdecki

- Gerson-Dąbrowska Maria (1869-1942)
- Gierada Stanisław (1943)
- Glicenstein Henryk (1870-1942)
- Godebski Cyprian (1835-1909)
- Godlewska Izabella (1931)
- Goldberg Chaim (1917-2004)
- Gotlib Henryk (1890-1966)
- Gorbas Jerzy(1968)
- Gosławski Józef (1908-1963)
- Gosławski Stanisław (1918-2008)
- Grabowski Feliks (1817-1889)
- Graczyk Jan (1928-2005)
- Gross Magdalena (1891-1948)
- Gryniewicz Wojciech (1946)
- Grzegorzewski Jan (1914-2008)
- Grzywacz Zbylut (1939-2004)
- Guyski Marceli (1830-1893)
- Gwozdecki Gustaw (1880-1935)

## H
- Hajdecki Antoni (1927-1991)
- Hasior Władysław (1928-1999)
- Hegel Konstanty (1799-1876)
- Hochuł Stanisław (1935)

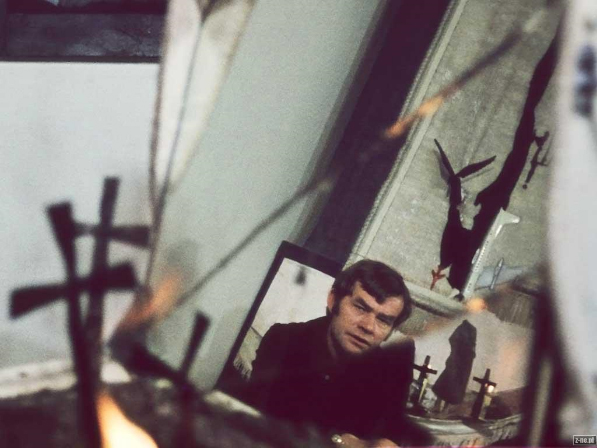
Władysław Hasior

- Horno-Popławski Stanisław (1902-1997)
- Hukan Karol (1888-1958)
- Husarski Roman Roman Hussarski (1923-2004)

## J

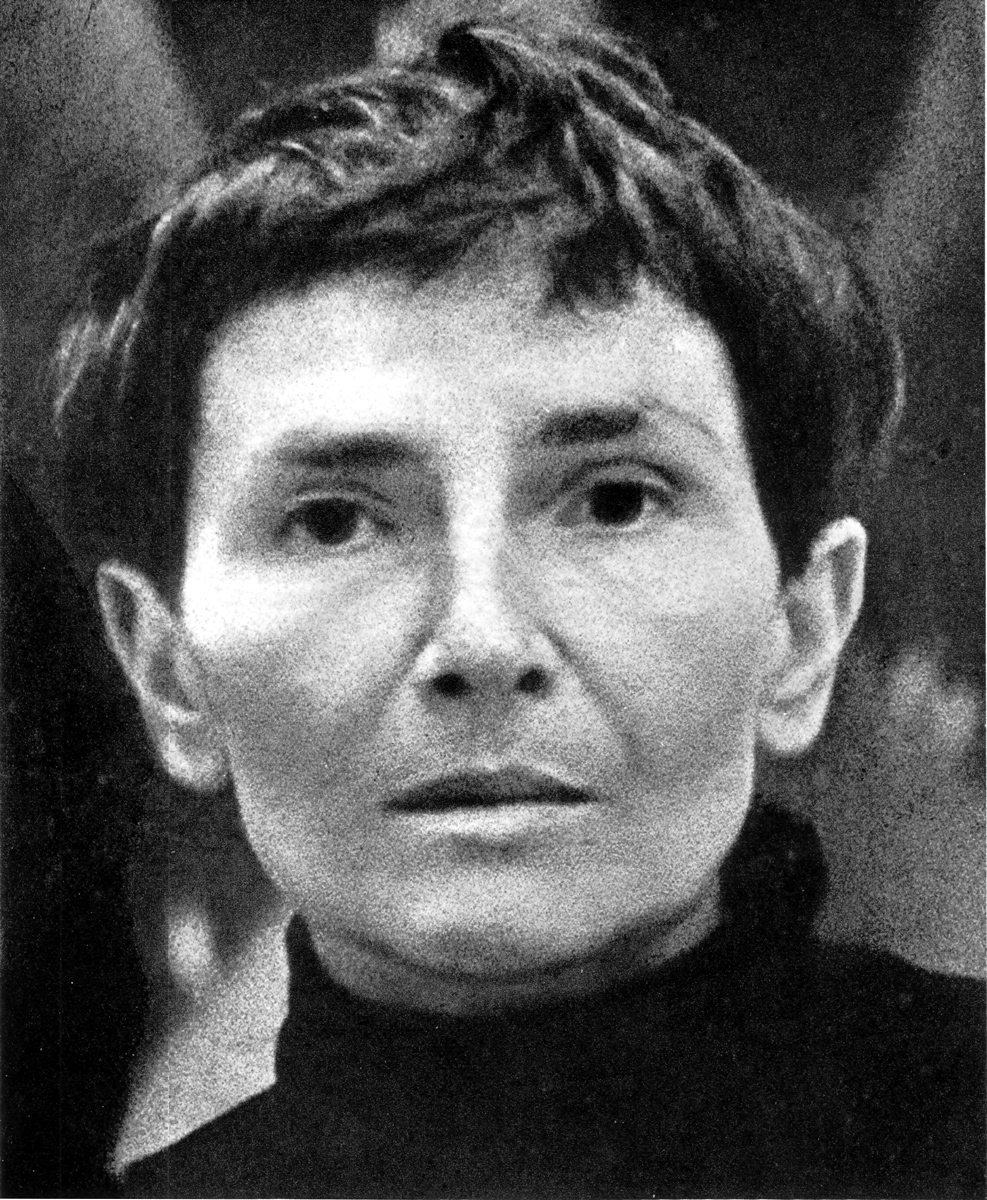
Maria Jarema

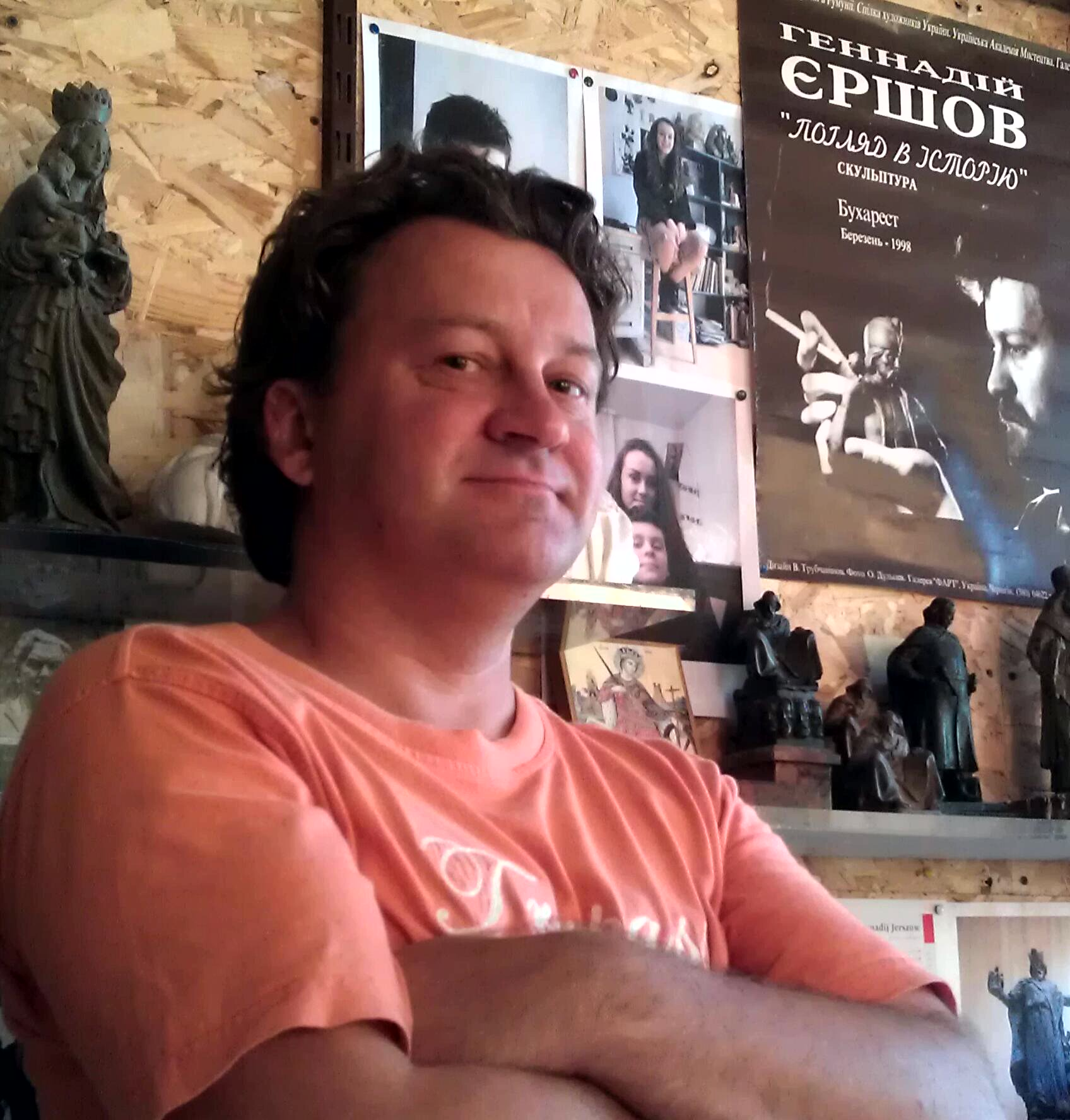
Giennadij Jerszow

- Jackowski Stanisław (1887-1951)
- Jagmin Stanisław (1875-1961)
- Janin Zuzanna (1961)
- Janus Jadwiga (1931)
- Jarema Maria (1908-1958)
- Jarnuszkiewicz Jerzy (1919-2005)
- Jelski Kazimierz (1782-1867)
- Jerszow Giennadij (1967)
- Jocz Andrzej (1941)
- Jocz Paweł (1943-2008)
- Jończyk Julian (1930-2007)
- Jurjewicz Edward (1939-2008)
- Juszczyk Jakub (1893-1945)
- Józefowicz Katarzyna (1959)

## K
- Kaim Wawrzyniec (1896-1940)
- Kalina Jerzy (1940)
- Kaliszan Józef (1927-2007)
- Kalkowski Kazimierz (1954)

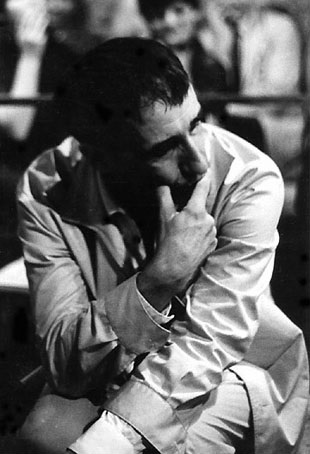
Tadeusz Kantor

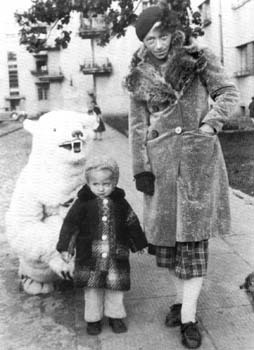
Katarzyna Kobro

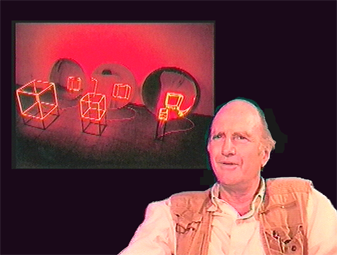
Piotr Kowalski

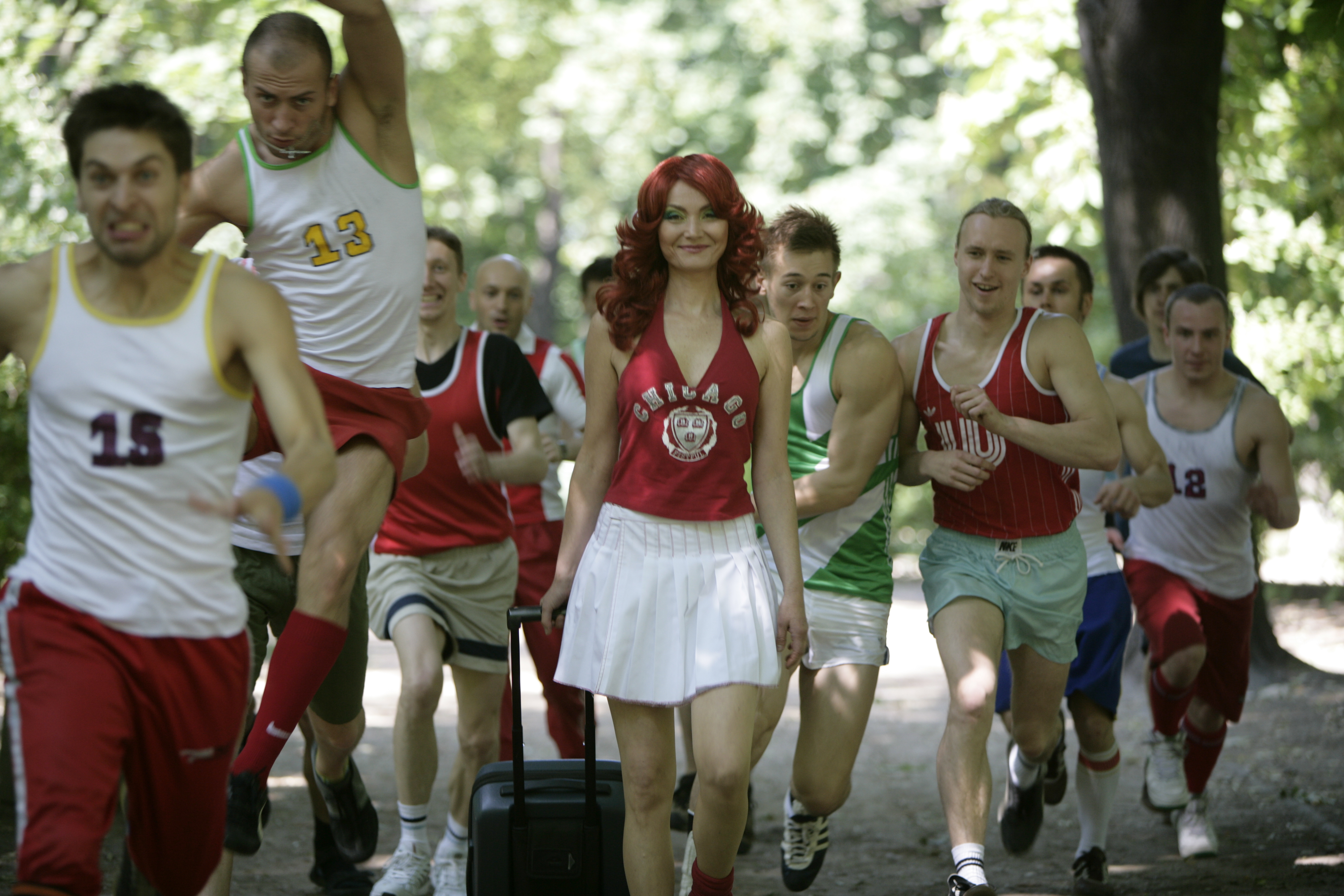
Katarzyna Kozyra

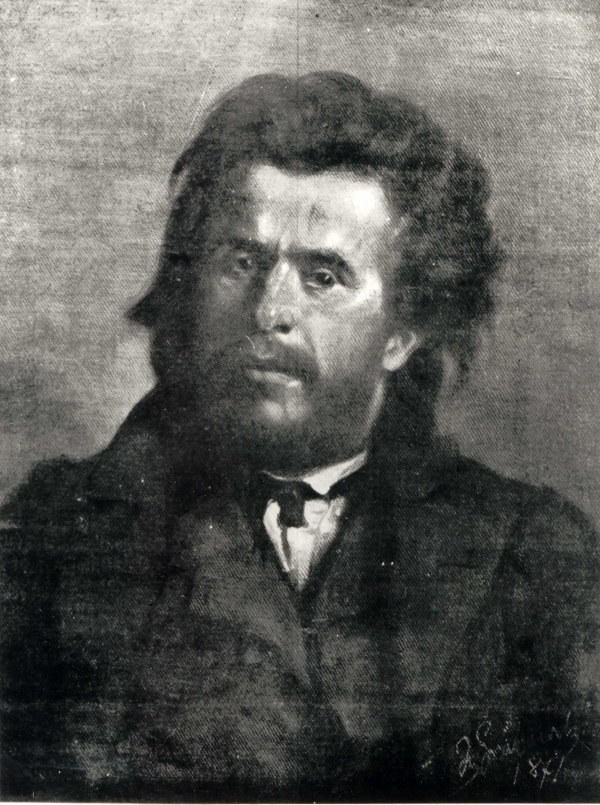
Antoni Kurzawa

- Kamieńska-Łapińska Anna (1932-2007)
- Kandefer Władysław (1921)
- Kantor Tadeusz (1915-1990)
- Karny Alfons (1901-1989)
- Kasten Andrzej (1923)
- Kenar Antoni (1906-1959)
- Kenar Jerzy (1946)
- Kijewski Marek (1955-2007)
- Klaman Grzegorz (1959)
- Klaman Teresa (1948)
- Klamerus Władysław (1956-1992)
- Kobro Katarzyna (1898-1951)
- Kochanek Stanisław (1905-1995)
- Konarska Janina (1900-1975)
- Konarski Jan (1447-1525)
- Konieczny Marian (1930)
- Konopka Wacław (1949-2007)
- Kopczyńska-Matusewicz Małgorzata (1972)
- Kopczyński Józef (1930-2006)
- Korpal Michał (1854-1915)
- Korpalski Zygfryd (1930)
- Kossowski Adam (1905-1986)
- Kossowski Henryk (1815-1878)
- Kowalski Grzegorz (1942)
- Kowalski Tadeusz (1939)
- Kowalski Piotr (1927-2004)
- Kozak Witold Stanisław (1956)
- Kozakiewicz Jarosław (1961)
- Kozyra Katarzyna (1963)
- Krajcberg Frans (1921)
- Krasiński Edward (1925-2004)
- Kruczek Marian (1927-1983)
- Krzysztof Bronisław (1956)
- Krzywicka-Wójcik Barbara (1942)
- Kręcka-Rozenkranz Małgorzata (1962)
- Kubiak Michał (1946)
- Kucaba Jacek (1961)
- Kucharski Wojciech
- Kucz Jan (1936)
- Kudła Leon (1878-1964)
- Kulon Stanisław (1930)
- Kulpa Mariusz (1946)
- Kuna Henryk(1879-1945)
- Kuncz Baltazar (1580-1650)
- Kupczyk Józef (1846-1911)
- Kurzawa Antoni (1842-1898)
- Kułach Wojciech (1812-1897)
- Kuźma Mirosław (1965)
- Kwak Wiesław (1963)
- Kędziora Jerzy (1947)

## L

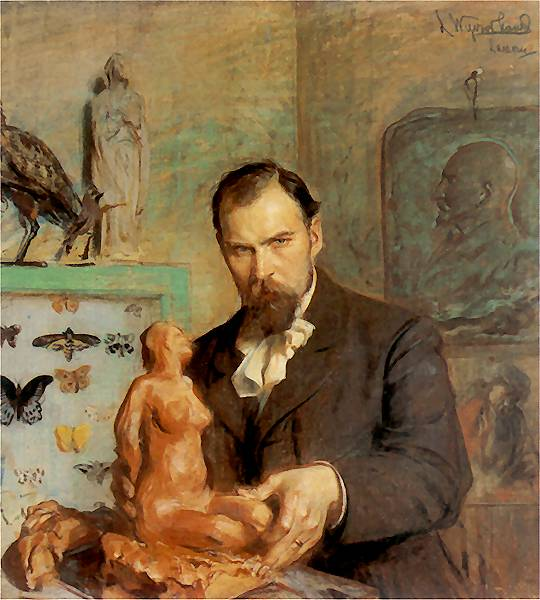
Konstanty Laszczka

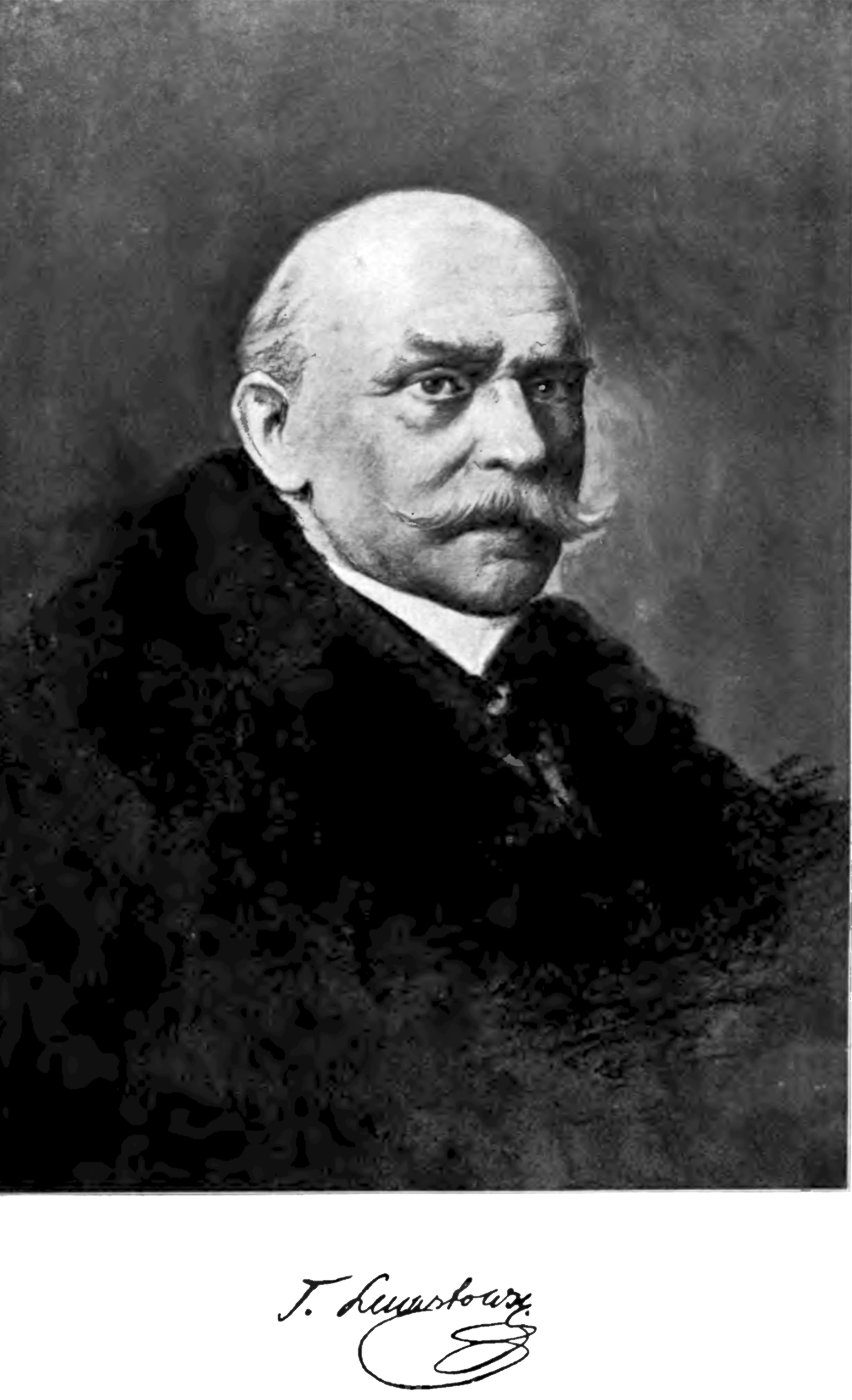
Teofil Lenartowicz

- Ładniewska-Blankenheimowa Wanda (1905-1995)
- Laszczka Konstanty (1865-1956)
- Leja Marian Karol (1928-2002)
- Lenartowicz Teofil (1822-1893)
- Lenik Andrzej(1864-1929)
- Lewandowski Stanisław Roman (1859-1940)
- Ligęza-Drwal Bogdana (1931)
- Lipczyk Wojciech (1943)
- Łodziana Tadeusz (1920)
- Łowisz Andrzej (1939)
- Lubelski Mieczysław (1887-1965)
- Łubieńska Jadwiga (1852-1930)
- Łuczak Hanna (1959)
- Łuczak Jacek (1962)
- Lula Henryk (1930)

## M
- Madeyski Antoni (1862-1939)
- Majkowski Edmund (1929-2009)
- Maliński Paweł (1790-1853)

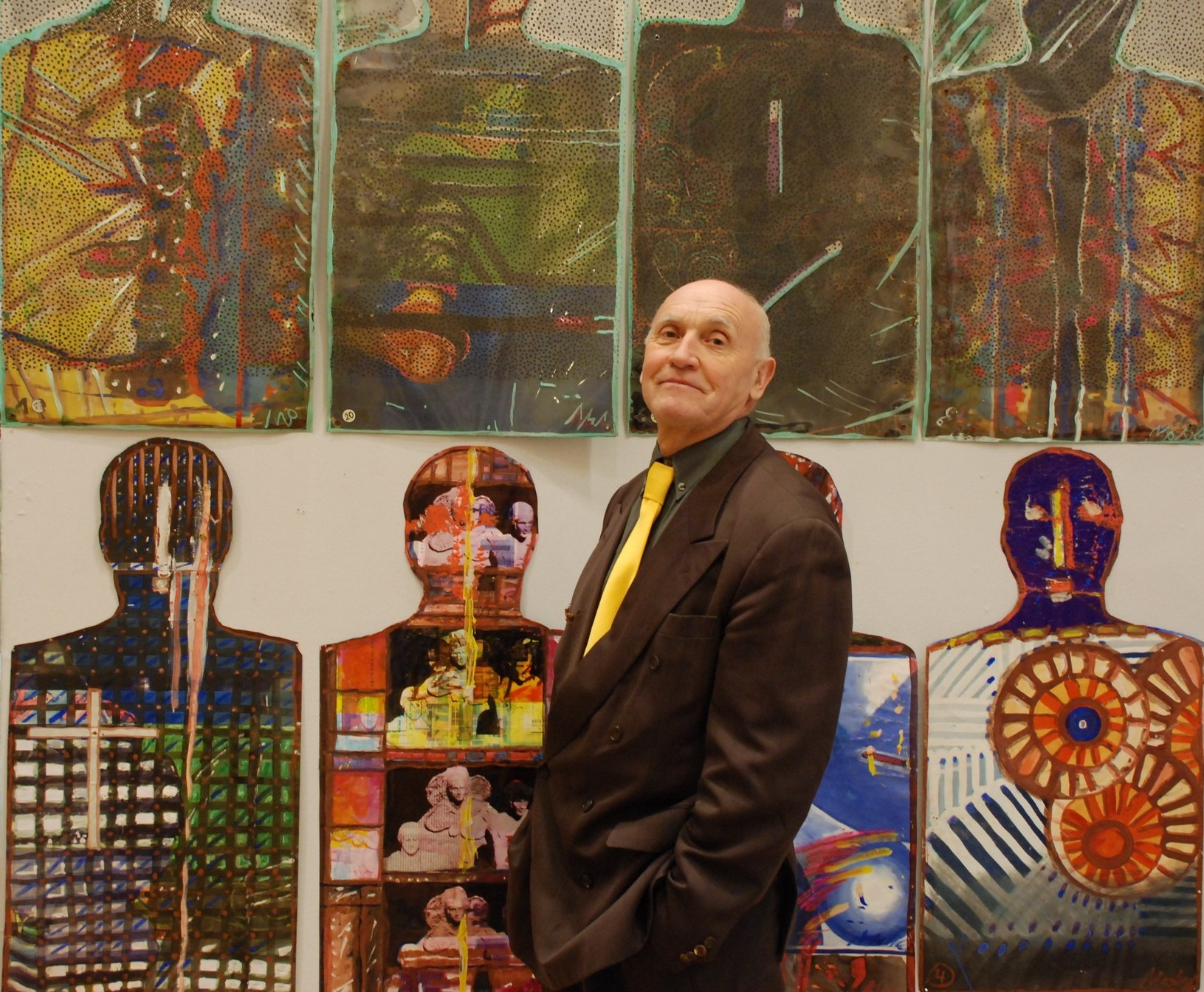
Eugeniusz Molski

- Marcinkowski Władysław (1858-1947)
- Marconi Leonard (1835-1899)
- Marek Józef (1922)
- Markowski Julian (1846-1903)
- Matusewicz Tomasz (1967)
- Mehl Ewa (1938-1999)
- Michnikowski Piotr (1960)
- Mikielewicz Zbigniew (1956)
- Mikulski Feliks (1853-1886)
- Mikuszewski Karol (1909-1980)
- Milczanowski Adolf (1899–1977)
- Miszewski Antoni (1891-1957)
- Mitoraj Igor (1944)
- Moczek Tomasz (1973)
- Molenda Marian (1958)
- Molski Eugeniusz (1942)
- Morel Henryk (1937-1968)
- Moszyński Marek Jerzy (1937-2010)
- Murak Teresa (1949)
- Murlewski Józef (1911-2003)
- Myjak Adam (1947)
- Müldner-Nieckowski Jacek (1947)
- Müldner-Nieckowski Wiesław (1915-1982)

## N
- Nadelman Elie (1882-1946)
- Nalborczyk Jan (1870-1940)
- Niewiadomski Tadeusz (1931-2006)
- Niewska Olga (1898-1943)
- Nieznalska Dorota (1973)
- Nitschowa Ludwika (1889-1989)
- Nowak Franciszek (1810-1894)

## O
- Ogorzelec Ludwika (1953)
- Olejniczak Adam (1967)

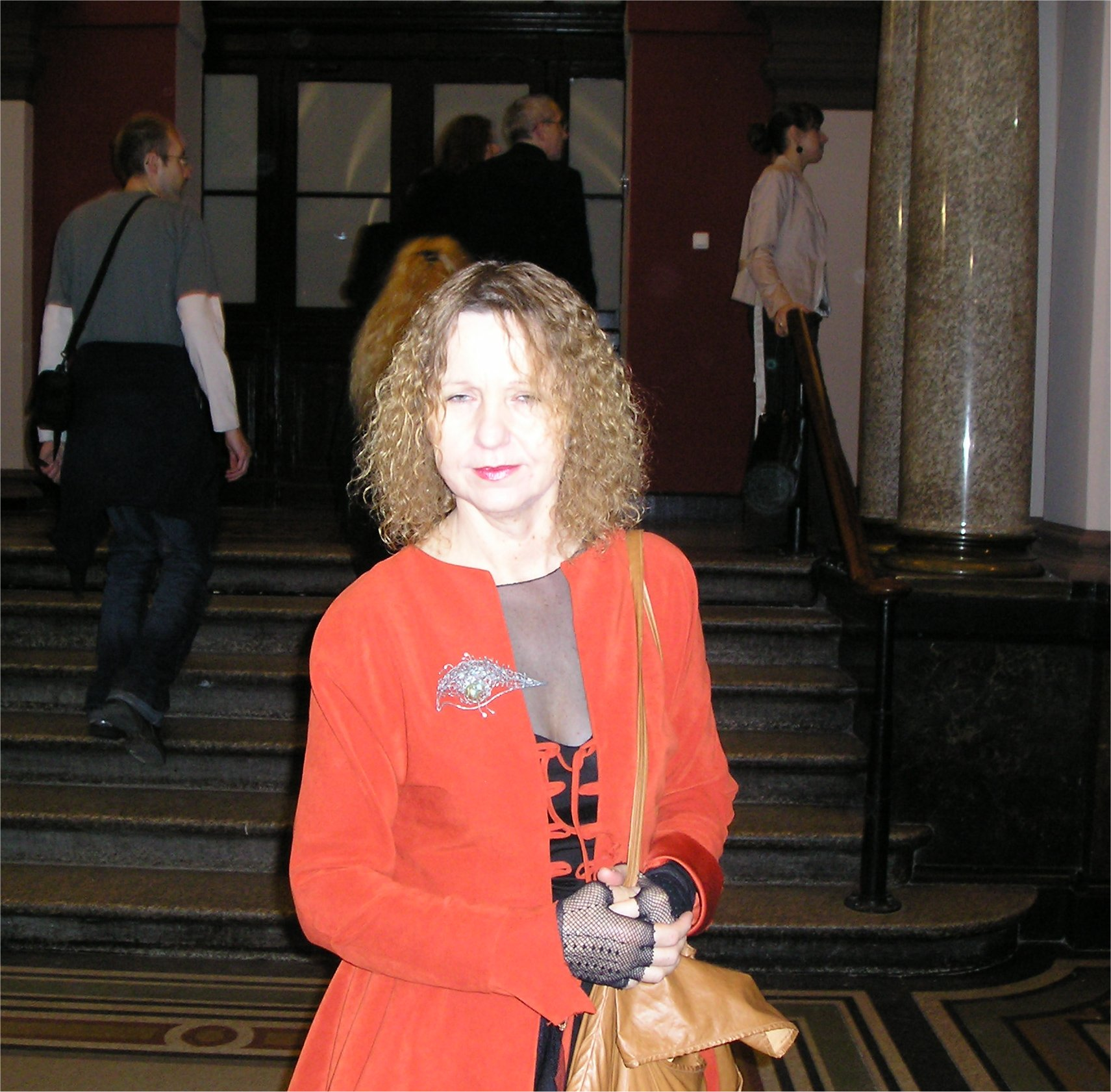
Ludwika Ogorzelec

- Oleszczyński Władysław (1807-1866)
- Orski Ryszard (1935)
- Tadeusz Ostaszewski (1918-2003)
- Ostoja-Kotkowski Stanisław (1922-1994)
- Ostrogórska Ludmiła (1950)
- Ostrowski Sławoj (1943)
- Ostrowski Jan (1811-1872)
- Ostrowski Kazimierz Witold (1848—1880)
- Ostrowski Stanisław Kazimierz (1879-1947)
- Ostrzega Abraham (1889-1942)
- Owsiński Władysław (1874-1960)

## P
- Pastwa Antoni Janusz (1944)
- Pawlik Władysław (1940)
- Pecuch Grzegorz (1923-2008)
- Perwanger Krzysztof (1700-1785)
- Petruk Józef (1944)
- Piasecki Franciszek (1838-1909)
- Pidek Zdzisław (1954-2006)
- Piekacz Zygmunt (1936)
- Pietrowiec Anna (1909-1989)
- Pietroń Wiesław (1934)
- Pinck Franciszek (1733-1798)
- Pinzel Jan Jerzy (?-1770)

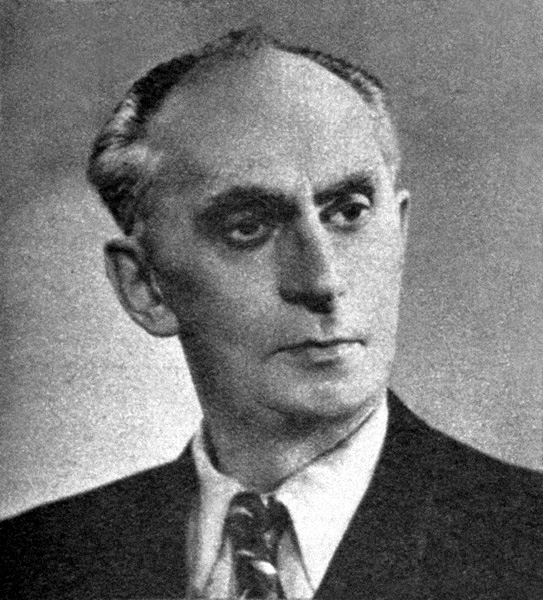
Zbigniew Pronaszko

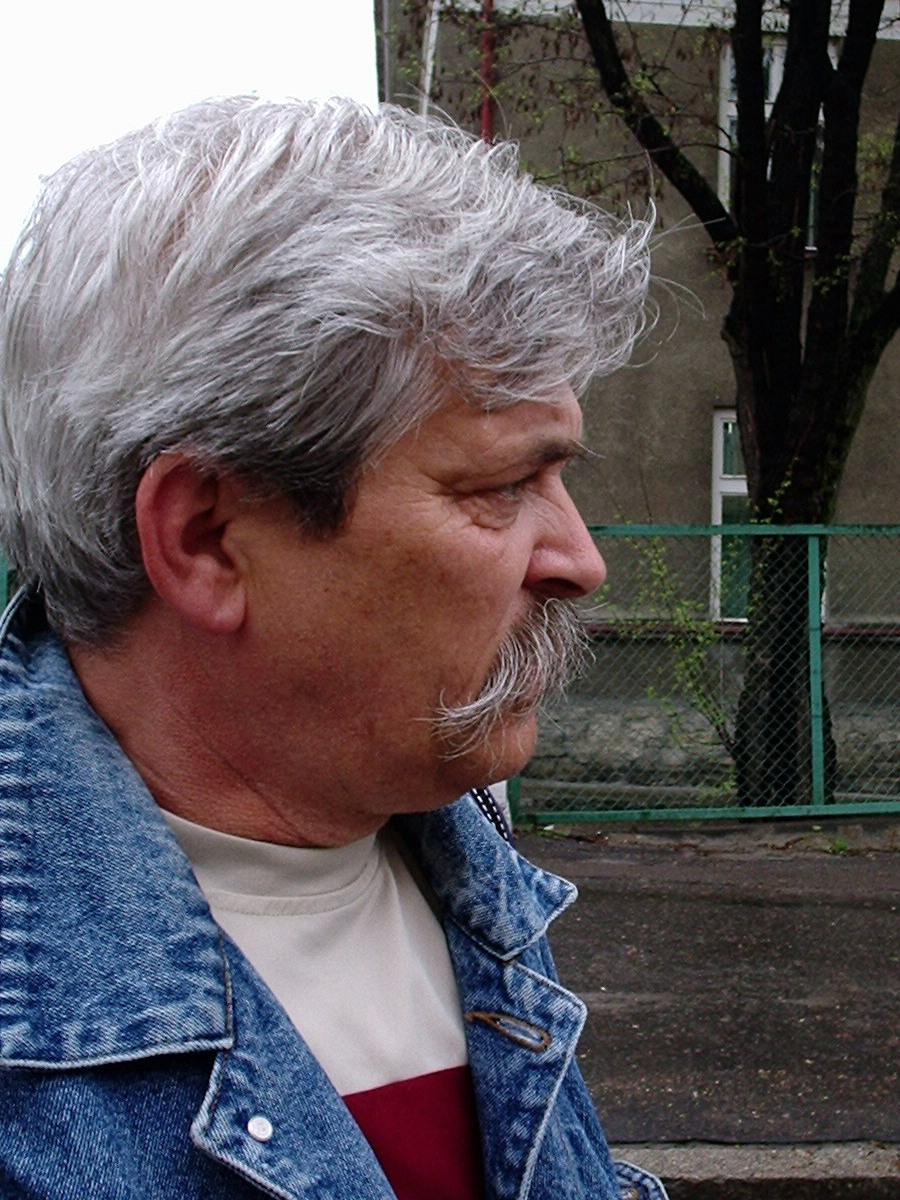
Adam Przybysz

- Plersch Jan Jerzy (Johann Georg Plersch)  (1704/05-1774)
- Podskarbi-Hebisz Maria (1951)
- Popiel Antoni (1865-1910)
- Pronaszko Zbigniew (1885-1958)
- Pruski Jan (1957)
- Pruszyński Andrzej(1836-1895)
- Przebindowski Józef (1836-1917)
- Przybysz Adam (1955)
- Puget Ludwik (1877-1942)
- Puget Jacek (1904-1977)
- Pęcak Maciej (1964)

## R
- Radwański Stanisław (1941)
- Radziewicz Tomasz (1974)
- Rappaport Nathan (1911–1987)
- Rasmus Henryk (1935-1991)
- Raszka Jan (1871–1945)
- Redler Jan Chryzostom
- Regulski Jan (1760-1807)
- Repeta Stanisław (1906-1971)
- Rogulski Marek (1967)
- Roguszczak Edward (1927-1997)
- Roj Wojciech (1875-1954)
- Rojowski Wojciech(?-1778?)
- Roman Adam (1916-?)
- Romaniak Stanisław (1948)

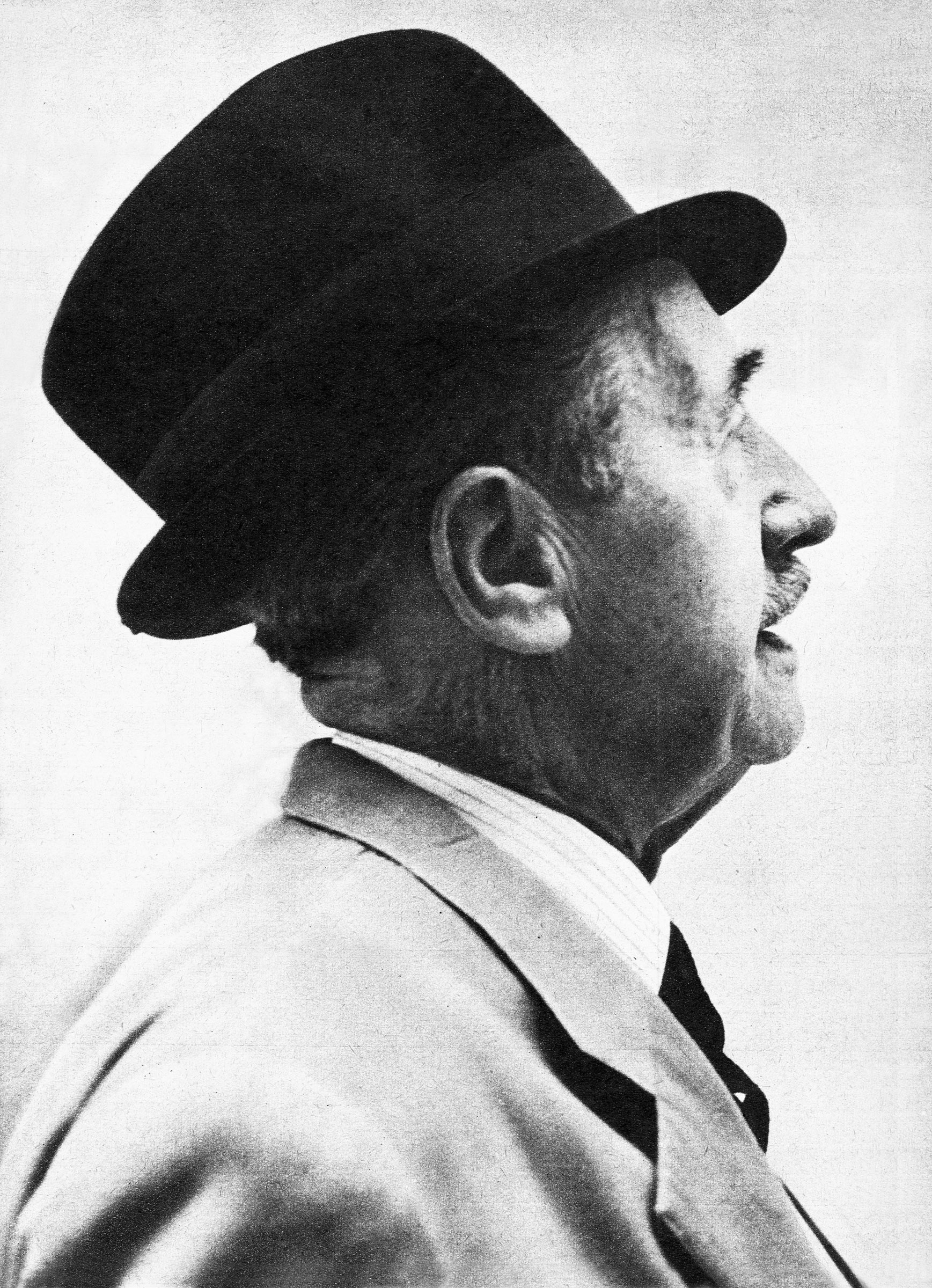
Stanisław Rzecki

- Roth Franciszek Piotr Franciszek Roth (1866-1935)
- Rożek Marcin (1885-1944)
- Rudnicka Janina (1955)
- Rygier Teodor (1841-1913)
- Ryszka Adolf (1935-1995)
- Rząsa Antoni (1919-1980)
- Rząsa Marcin (1965)
- Rzecki Stanisław (1888-1972)

## S
- Samp Wawrzyniec (1939)
- Sitek Dariusz (1966)
- Sitek Edward (1940-2002)
- Siudak Szczepan (1945)
- Skoczylas Władysław (1883-1934)
- Ślesińska Alina (1926-1994)
- Śliwiński Stanisław (1955-1972)
- Smolana Adam (1921-1987)
- Sobociński Jerzy (1932-2008)
- Sobociński Robert (1960)

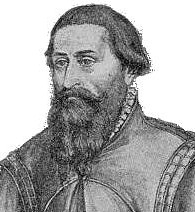
Wit Stwosz

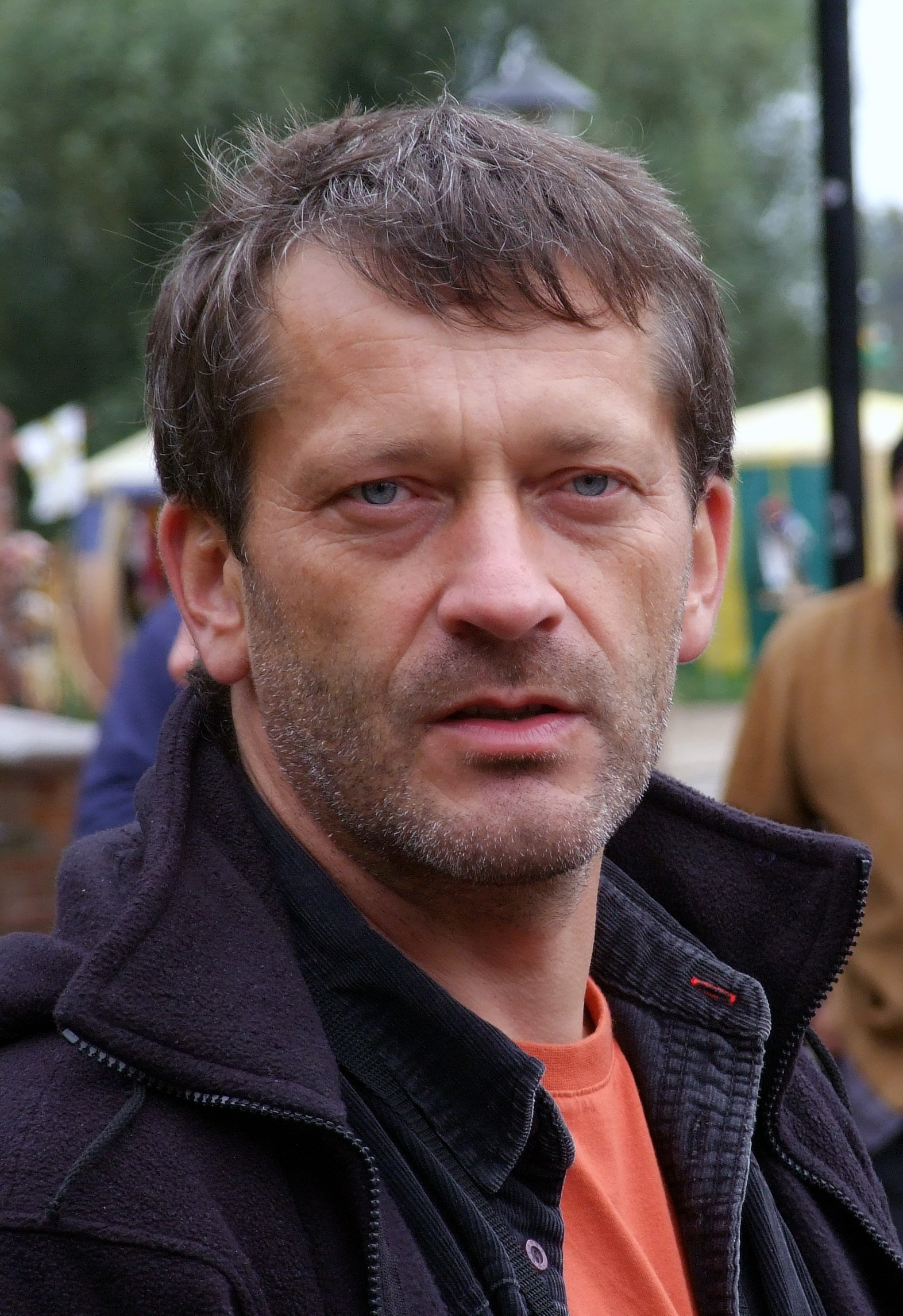
Jan Szczypka

- Sosnowski Tomasz Oskar (1810-1886)
- Sołyga Andrzej
- Stefanowicz-Schmidt Janina (1930)
- Steller Paweł (1895-1974)
- Stolarczyk Józef (1940-2002)
- Struzik Mirosław (1956)
- Stryjeński Karol (1887-1932)
- Strynkiewicz Franciszek (1893-1996)
- Stwosz Stanisław (?1478-1528)
- Stwosz Wit (1448-1533)
- Stępień Jan (1949)
- Suknarowski Franciszek (1912-1998)
- Surajewski Ryszard (1927-?)
- Sutor Edward (1917-1984)
- Syrewicz Bolesław (1835-1899)
- Szajna Józef (1922–2008)
- Szapocznikow Alina (1926–1973)
- Szańkowski Maciej (1938)
- Szczech-Siwicka Ewelina (1932)
- Szczepkowski Jan (1878-1964)
- Szcześniak Paweł (1952-2007)
- Szczypka Jan (1962)
- Szewczyk Andrzej (1950-2001)
- Szostak Jan (1917-1986)
- Szubert Leon (1829-1859)
- Szukalski Stanisław (1893-1987)
- Szwarc Marek (1892-1958)
- Szwechowicz Stanisław (1946)
- Szymanowski Wacław (1859-1930)
- Sęczawa Wojciech (1961)
- Słonina Stanisław (1936)
- Świtycz-Widacka Balbina (1901-1972)

## T
- Tatarkiewicz Jakub (1798-1854)
- Tomaszewska-Sobko Grażyna (1966)
- Tołkin Wiktor (1922)
- Trenarowski Józef (1907-1965)
- Truszyński Olgierd (1931)
- Trzcińska-Kamińska Zofia (1890-1977)
- Tusk Bronisław (1935-2000)

## U
- Urbaniak Katarzyna (1969)

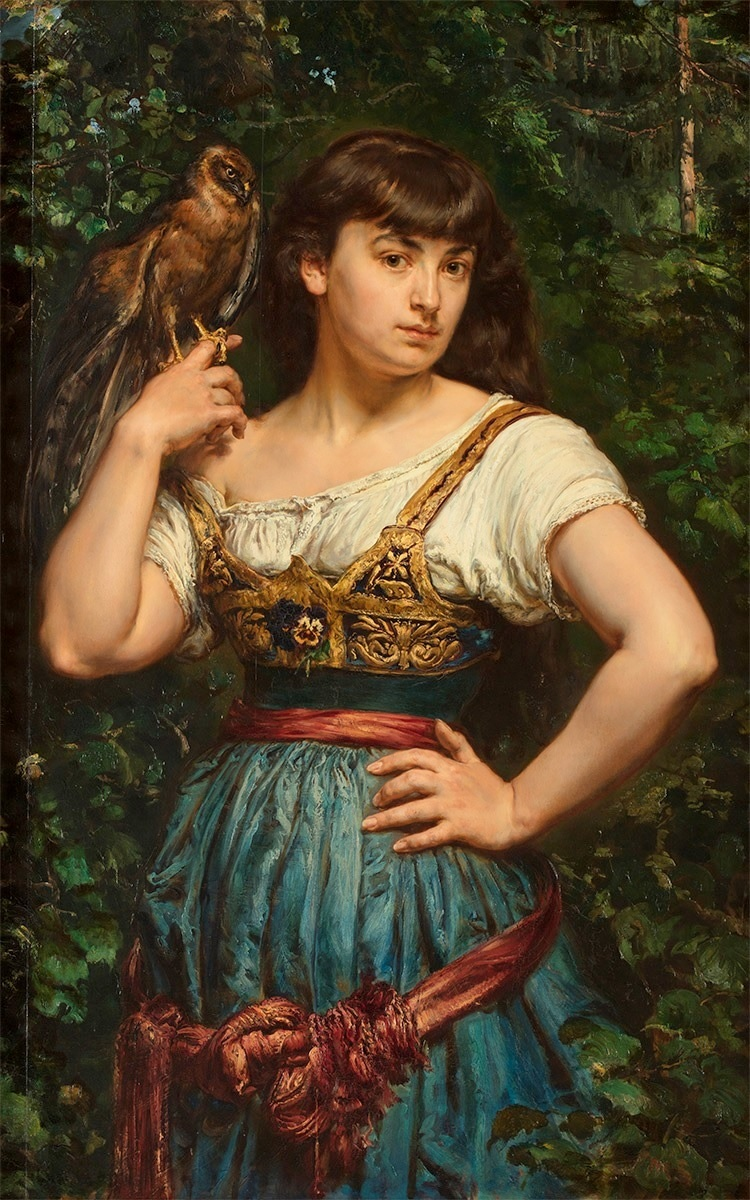
Helena Unierzyska

- Urbanowicz Witold Vito Vandost (1945)
- Unierzyska Helena Helena Matejko  (1867-1932)

## W

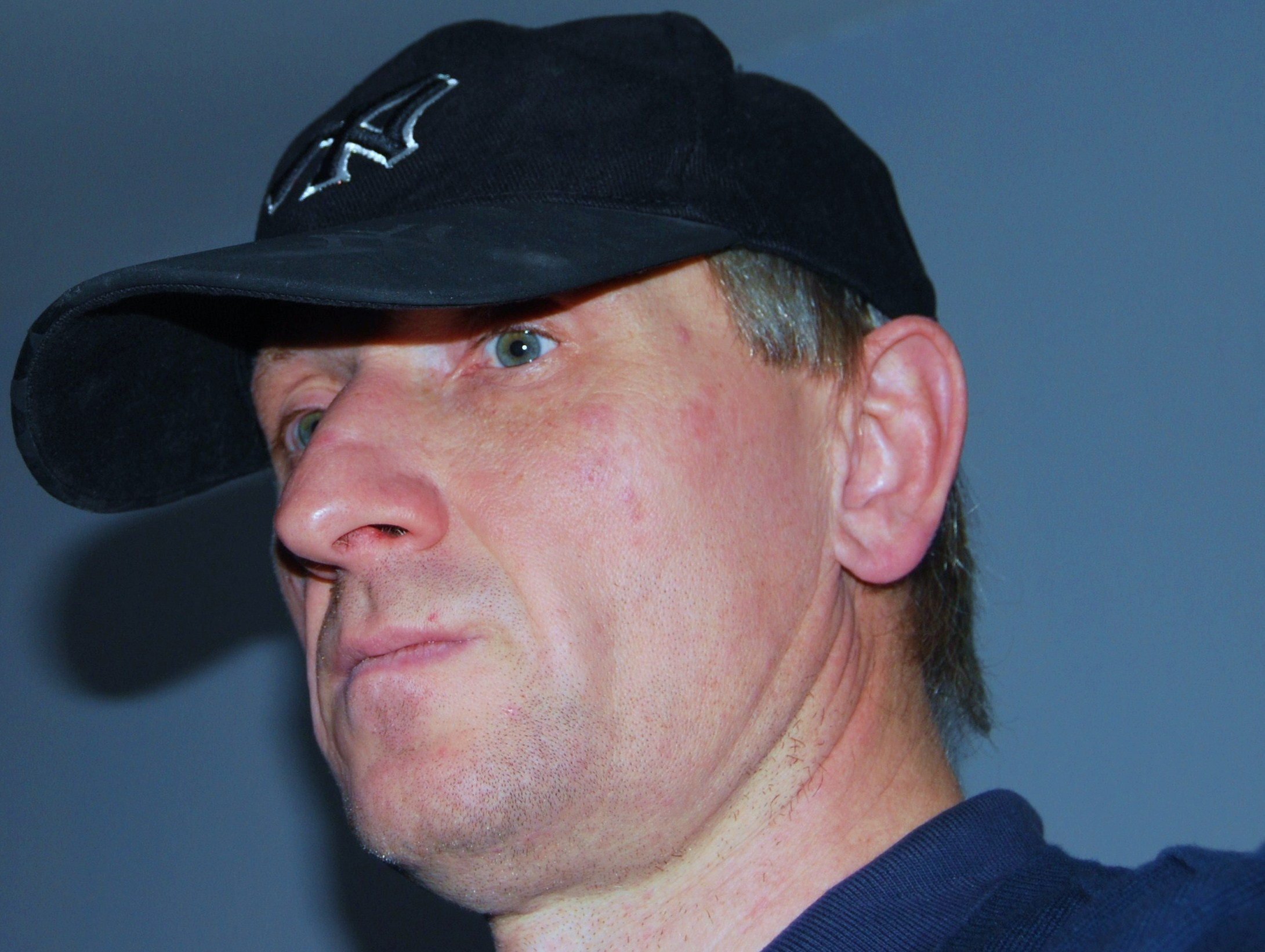
Zbigniew Wąsiel

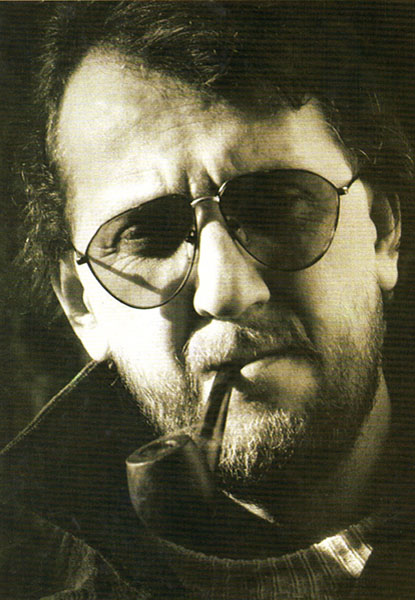
Tadeusz Antoni Wojtasik

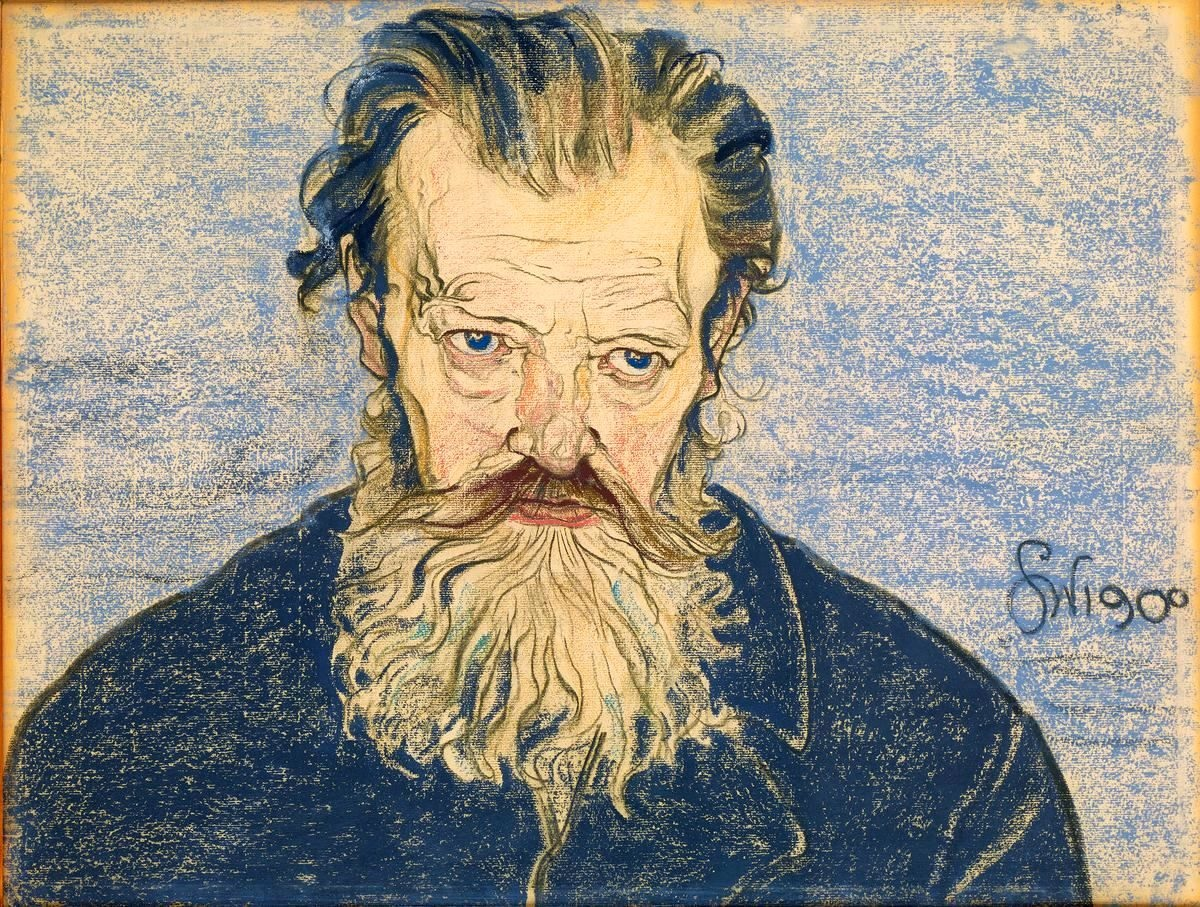
Franciszek Wyspiański

- Walerych Antoni (1952)
- Waltoś Jacek (1938)
- Wałach Jan(1884-1979)
- Wąsiel Zbigniew (1966)
- Weloński Pius (1849-1931)
- Welter Mieczysław (1928)
- Went Aleksandra Went (1976)
- Wertheimer Esther (1926)
- Weryha-Wysoczański Jan (1950)
- Wiciński Henryk (1908-1943)
- Elisabeth Wierzbicka Wela (1964)
- Wittig Edward (1879-1941)
- Wiwulski Antoni (1877-1919)
- Więcek Magdalena (1924-2008)
- Wiśniewska Małgorzata (1980)
- Wiśniewski Alfred (1916-?)
- Wnuk Marian (1906-1967)
- Wnęk Jan (1828-1869)
- Wojciechowski Ryszard (1939-2003)
- Wojewódzki Bolesław (1909-1986)
- Wojtasik Tadeusz Antoni (1952)
- Wojtiuk Maria (1953)
- Wojtowicz Bazyli (1899-1985)
- Woroniec Piotr (1955)
- Wowro Jędrzej (1864-1937)
- Wysocki Stanisław (1949)
- Wyspiański Franciszek (1836-1901)
- Wójcik Igor (1968)

## Z
- Zagajewski Stanisław (1927-2008)
- Zając Ryszard (1951)
- Zalewski Albert (1933-2008)
- Zamoyski August (1893–1970)
- Żarnowerówna Teresa (1895-1950)

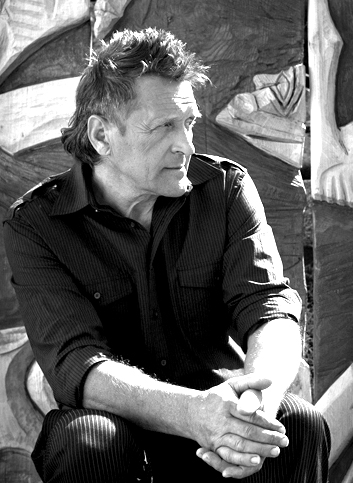
Ryszard Zając

- Zawiejski Leon Mieczysław (1856-1933)
- Zbrożyna Barbara (1923-1995)
- Zelek Ignacy (1894-1961)
- Zemła Kazimierz Gustaw (1931)
- Zerling Swietlana (1945)
- Zerych Romuald (1888-1964)
- Zygmunt Anna (1976)